# Canon EF 22-55mm f/4-5.6 USM
El Canon EF 22-55mm f/4.5-5.6 és un objectiu zoom el qual esta entre una focal gran angular i normal amb muntura Canon EF.
Aquest, va ser comercialitzat per Canon el 6 de març de 1998, amb un preu de venta suggerit de 30.000￥.
Aquest objectiu s'utilitza sobretot per fotografia de paisatge i retrat.
Aquest, és l'objectiu que venia de sèrie amb el kit de Canon EOS IX Lite.

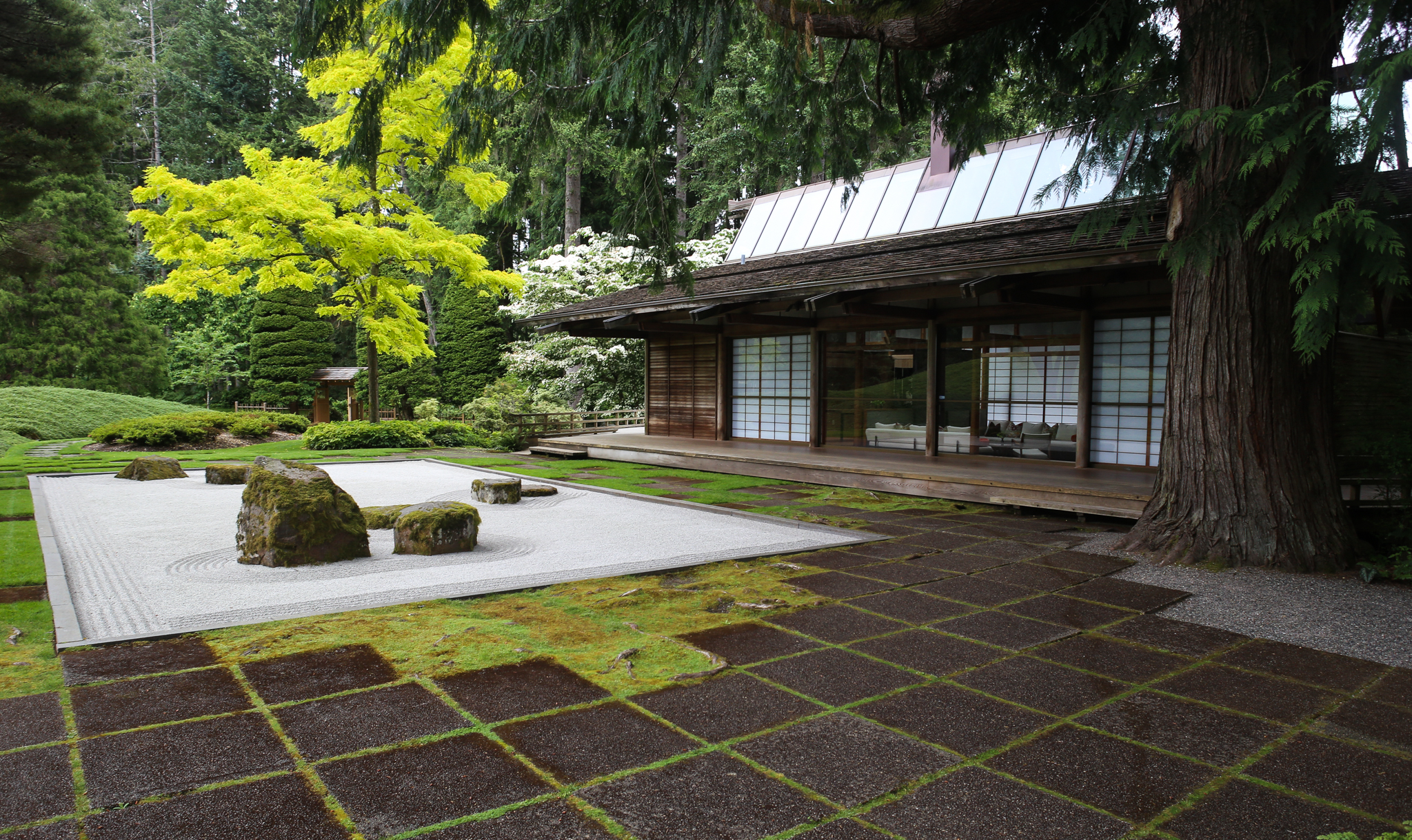
Jardi zen fotografiat a 22mm amb el Canon EF 22-55mm f/4-5.6 USM

## Característiques
Les seves característiques més destacades són:
- Distància focal: 22-55mm
- Obertura: f/4.5 - 22 (a 22mm) i f/5.6 - 32 (a 55mm)[4]
- Motor d'enfocament: USM (Motor d'enfocament ultrasònic, ràpid i silenciós)
- Distància mínima d'enfocament: 35cm
- Rosca de 58mm

## Construcció[5]
- La muntura, canó i anell de filtre son de plàstic
- El diafragma consta de 5 fulles, i les 9 lents de l'objectiu estan distribuïdes en 9 grups
- Consta d'un element asfèric[1]

## Accessoris compatibles
- Tapa E-58
- Parasol EW-60D
- Filtres de 58mm
- Tapa posterior E